# Isidro Lángara
Isidro Lángara Galarraga (* 25. Mai 1912 in Pasaia, Gipuzkoa; † 21. August 1992 in Andoain, Gipuzkoa) war ein spanischer Fußballspieler. Der äußerst torgefährliche Stürmer brachte es in 12 Länderspielen für die spanische Nationalmannschaft auf 17 Treffer. Außerdem wurde er dreimal Torschützenkönig der spanischen Liga, zweimal Torschützenkönig der mexikanischen Liga und einmal Torschützenkönig der argentinischen Liga.

## Biografie

### Spanien (erste Etappe)
Isidro Lángara unterschrieb 1930 im Alter von 18 Jahren einen Vertrag bei Real Oviedo, dessen Fußballmannschaft zu jener Zeit in der zweiten Liga kickte. 1933 gelang dem Verein zum ersten Mal in seiner Geschichte der Aufstieg ins Fußballoberhaus und Lángara hatte an diesem Erfolg maßgeblichen Anteil. Auch in der ersten Liga hatte er von Anfang an keinerlei Probleme, sich durchzusetzen und wurde – mit 27 Treffern in der Saison 1933/34, 26 Toren in der Saison 1934/35 und wiederum 27 Treffern in der Saison 1935/36 – dreimal in Folge Torschützenkönig der spanischen Liga. Insgesamt kam Lángara während seiner sechs Jahre währenden ersten Etappe bei Oviedo in 220 Pflichtspielen zum Einsatz und erzielte dabei 281 Treffer.
Real Oviedo hatte sich dank seiner jungen und talentierten Sturmreihe – mit Lángara an der Spitze – zu einer Spitzenmannschaft entwickelt und in den beiden letzten Spielzeiten 1934/35 und 1935/36 zweimal hintereinander den dritten Platz belegt. Doch dann begann der spanische Bürgerkrieg, in dessen Folge die spanische Meisterschaft bis 1939 ausgesetzt wurde und die hoffnungsvolle Mannschaft auseinanderfiel. Der gebürtige Baske Lángara schloss sich der baskischen Auswahlmannschaft an, die 1938/39 unter der Bezeichnung Euzkadi in der mexikanischen Liga mitspielen durfte und Vizemeister hinter Asturias wurde.
Durch diesen Schritt hatte er allerdings das Band zur spanischen Nationalmannschaft durchschnitten, für die er zukünftig nie wieder auflaufen sollte. Zwischen 1932 und 1936 war er insgesamt 12 Mal für die Nationalmannschaft zum Einsatz gekommen und hatte dabei 17 Tore erzielt. Bei der Fußball-Weltmeisterschaft 1934 in Italien kam er in zwei Spielen Spaniens zum Einsatz und hatte mit seinen beiden Toren gegen Brasilien maßgeblichen Anteil am 3:1-Sieg seiner Mannschaft, die im Viertelfinale auf Gastgeber Italien traf. Weil damals zur Entscheidung über das Weiterkommen in einer K.O.-Runde noch kein Elfmeterschießen herangezogen wurde, musste nach dem 1:1 (mit Lángara) ein Wiederholungsspiel ausgetragen werden, das Spanien (ohne Lángara) mit 0:1 verlor.

### Argentinien
1939 fiel die baskische Auswahlmannschaft auseinander und die Spieler von Euzkadi orientierten sich neu. Lángara verschlug es nach Buenos Aires, wo er die nächsten vier Jahre (bis 1943) für San Lorenzo de Almagro spielte und für die er in 121 Ligaspielen 110 Tore erzielte. Gleich in seinem ersten Spiel gegen River Plate gelangen ihm alle vier Treffer zum 4:2-Sieg seiner neuen Mannschaft und seine ersten Saison in Argentinien (1939/40) schloss er als Torschützenkönig ab.

### Mexiko
Als in Mexiko der Profifußball eingeführt wurde (und die dortigen Spielergehälter höher waren als in Argentinien), wechselte Lángara 1943 zum Real Club España, wo er die vielleicht erfolgreichste Zeit seiner aktiven Fußballerkarriere erlebte. Denn hier gewann er seine einzigen Titel als Spieler: 1944 die Copa México und 1945 die mexikanische Meisterschaft. Außerdem erzielte er in den drei Spielzeiten mit España 105 Erstligatore, wodurch er sowohl 1943/44 (mit 27 Treffern) als auch 1945/46 (mit 40 Treffern) Torschützenkönig von Mexiko war. Nur in der Meistersaison 1944/45 reichte es trotz seiner 38 Treffer nicht zum Torschützenkönig, weil der für Españas Erzrivalen Asturias spielende Argentinier Roberto Aballay in jener Saison 40 Tore erzielt hatte.

### Spanien (zweite Etappe)
1946 kehrte Lángara nach Spanien zurück und spielte noch einmal für seinen Ex-Verein Real Oviedo. Während er es in seiner ersten Saison 1946/47 noch auf 18 Treffer (in 20 Spielen) brachte, reichte es in seiner zweiten und insgesamt letzten Saison 1947/48 nur noch zu neun Einsätzen und fünf Toren.

### Trainerlaufbahn
Nach dem Ende seiner aktiven Laufbahn ging Lángara erneut nach Mexiko, um dort zu leben. In dieser Zeit verschlug es ihn aber auch zweimal nach Südamerika: 1950/51 trainierte er den chilenischen Verein Unión Española und gewann mit ihm die Meisterschaft. 1955 kehrte er zu seinem früheren argentinischen Verein San Lorenzo de Almagro zurück. Dazwischen trainierte er den mexikanischen Puebla FC und gewann mit ihm 1952/53 den Pokalwettbewerb. Später kehrte er in seine Heimat zurück, wo er im Alter von 80 Jahren verstarb.

## Erfolge

### Persönlich
- Torschützenkönig der spanischen Liga: 1933/34, 1934/35, 1935/36
- Torschützenkönig der argentinischen Liga: 1939/40
- Torschützenkönig der mexikanischen Liga: 1943/44, 1945/46

### Als Spieler mit seinem Verein
- Mexikanischer Meister: 1944/45
- Mexikanischer Pokalsieger: 1943/44

### Als Trainer mit seinem Verein
- Chilenischer Meister: 1951
- Mexikanischer Pokalsieger: 1952/53